# Dobbantó Néptáncegyüttes
A Dobbantó Néptáncegyüttes 1964-ben alakult meg Szegváron és azóta is folyamatosan működnek a tánccsoportok. Az együttesnek mintegy 150 fő tagja van öt csoportban, a hat évestől a felnőtt korosztályig. Vezetőik Magyar Imre, Magyar Imréné, Magyar Nóra . Gyermek- és felnőtt korosztályú csoportjaikkal állandó résztvevői a rangos hazai néptáncfesztiváloknak, valamint Európa számos országában szerepeltek nemzetközi folklórfesztiválokon, nagy sikerrel.

## Alapfokú Művészeti Iskola
1998 óta az együttes a Szegvári Alapfokú Művészeti Iskola keretein belül működik, melyet 2007-2008-ban a szakmai testület "kiváló"-ra minősített. A felnőtt együttes utánpótlását a művészeti iskola neveli ki. A művészeti iskola növendékei megismerkednek a magyar népi kultúrával, játékokkal, táncokkal, énekekkel. Tudásukat az évi két alkalommal megrendezett gálán, valamint a félévi és év végi vizsgák alkalmával mutatják be. Ezen kívül együttesi keretben különböző fesztiválokon vesznek részt, igen eredményesen. Kiemelten fontos szerepe van a közösségi nevelésnek, hiszen a gyerekek hosszú évekig ugyanazon közösséghez tartoznak.

## Célok
Az együttes célja, hogy a magyar kultúra, a néphagyomány és az autentikus magyar néptánc anyanyelvi szintű ismerete, átörökítése, olyan egymást segítő és megértő közösségek kialakításával történjen, melyek a színpadi tánckultúrát magas színvonalon képviselik, ahol a színpadra feldolgozott táncok az eredeti tánczene, dal és viselet anyagának felhasználásával tájegységekre, némely esetben településekre lebontottan jelennek meg. Fontos azonban, hogy a hagyomány ne csak színpadi mozgalomként legyen jelen kulturális életünkben, hanem meghatározza a táncos közösség és ezáltal a falu saját kulturális öröksége iránti viszonyát. Feladatának tartja az együttes, hogy a település kulturális, közösségi hagyományai, az ünnepekhez, munkaalkalmakhoz kapcsolódó szokások a mai viszonyokhoz igazodva újjáéledjenek.

## Koreográfiák és koreográfusok
Táncaik alapja az autentikus folklór, műsoraikban Magyarország, Erdély és a Felvidék néptánckincse jelenik meg. Csoportjaik zenei kíséretét legelőször a Sófalvy Együttes biztosította, majd a Rozsdamaró Együttes, jelenleg a kecskeméti Hírös népzenei együttes húzza a talpalávalót, néhány alkalommal a Balga Zenekar is közreműködött. A sokszínű táncokat olyan neves koreográfusok tanították be, mint Furik Rita, Paluch Norbert, Majoros Róbert vagy Fantoly Gyula-Balogh Ildikó és Juhász Zsolt .
Koreográfiáink:
- Rimóci karikázó, verbunk és csárdás - Paluch Norbert és Percze Piroska
- Tűzugrás - Furik Rita
- "Duna partján nevelkedik tulipán..." (Felvidéki lánytánc) - Furik Rita
- "Erre kakas, erre tyúk" (Gömör) - Furik Rita
- Csiga-biga gyere ki (Felső-Bodrogköz) - Furik Rita
- Litánia után (Zoboralja) - Furik Rita
- Alapi táncok (Mezőföld) - Majoros Róbert
- Dél-Alföldi játékok és táncok - Fantoly Gyula és Balogh Ildikó
- Nyárádmagyarósi táncok - Fantoly Gyula és Balogh Ildikó
- Szeged környéki táncok - Juhász Zsolt
- Tréfás verbunk - Bistey Attila
- Vigyázz, ha jön a pányvás - Bistey Attila
- Kisszekeresi játékok és táncok - Bistey Attila
- Gagybátori táncok - Bistey Attila
- Szászcsávási táncok - Kovács Norbert
- Hévízgyörki játékok és táncok - Tóth Judit és Széphalmi Zoltán
- Bodrogközi táncok - Darmos Éva és Darmos István
- Balázstelki szegényes és csárdás - Vastag Richárd
- Erdőszombattelki táncok (Észak-Mezőség) -  Nagy Anikó és Hájas Tibor
- Domaházi lánytánc - Nagy Anikó
- Sóvidéki verbunk - Hájas Tibor
- Felső-Tisza vidéki pásztorbotoló
- Méhkeréki táncok
- Vajdaszentiványi táncok - Farkas Tamás és Major Valéria
- Széki táncok
- Kalotaszegi táncok - Fantoly Gyula és Balogh Ildikó
- Mérai a fonóban (Kalotaszegi) - Magyar Nóra, Kószó Ádám, Csurka Nándor
- Rábaközi táncok - Magyar Imre
- Kalocsai táncok - Magyar Nóra

## Hagyományok
A gyűjtőmunka a néptánc, népdal, népi játékok területén, a Szegváron megrendezett nyári táborok, ahol kivétel nélkül felelevenítették még élő adatközlők segítségével a rég elfeledett mesterségeket, hagyományokat mind-mind ezt a célt szolgálják. Ilyenek voltak a kézzel való aratás, marokszedés, a kenyérsütés, horgászat, játékhangszer-készítés, a gyékény- és szalmafonás hagyományos mesterfogásai. A tagok megismerkedhettek a faluban élt vagy még ma is élő népi mesterségekkel így például a fazekasság, kosárfonás, gyöngyfűzés, kaskötés, bőrművesség alapjaival. Régi szokások felelevenítésére is sor került, készült így már Luca-napi „hagymakalendárium”, volt karácsonyi kántálás és betlehemezés, Szent-Iván napi tűzugrás.

## Eredmények
- Csoportos eredmények:
  - 2000. Szegvárért Emlékérem
  - 2000, 2002 Néptáncosok Bemutató Színpada, Pécsvárad Minősült oklevél
  - 2001. Csongrád megye Közgyűlése Alkotói Díj
  - 2001. Lengyel-Magyar Baráti Társaság Emlékérme, Łódź
  - 2002. Euroland Nívódíj
  - 2002. Fesztiváldíj Szardínia
  - 2003. Méta Fesztivál, Koreográfiaverseny III. helyezés Balatonboglár
  - 2006. Gyermektánc antológia, Budapest Erkel Színház
  - 2006. Néptáncosok Bemutató Színpada, Sárospatak "Minősült" oklevél
  - 2008. Csongrád megye legjobb együttesének járó Vándorkupa
  - 2009, 2010. Gyermektánc antológia, Budapesti Operettszínház
  - 2010. Ifjúsági Néptáncantológia, Budapest, Thália Színház
  - 2010. Sztárpalánta döntő, III. helyezés
  - 2022. Méta Fesztivál, Koreográfia verseny III. helyezés Balatonboglár
  - 2023. XXXI. Százszorszép Gyermek és Ifjúsági Néptáncfesztivál, Szeged
    - "Avatás Szatmárban"-Nagyecsedi táncok: Kiemelt arany minősítés
    - Rimóci táncok: Arany minősítés
    - Rimóci karikázó: Arany minősítés
    - Gömöri táncok: Ezüst minősítés

  - 2023. Méta Fesztivál, Koreográfia verseny II. helyezés Balatonboglár
  - 2023. I. Kunsági Fi szóló és kamara néptáncverseny, Kisújszállás
    - "Avatás Szatmárban"-Nagyecsedi táncok: Arany minősítés, Balogh Márton különdíj
    - Rimóci karikázó: Arany minősítés
    - Szilágysági táncok: Ezüst minősítés

  - 2024. Deszki Maros-menti fesztivál Deszk
    - Zsiványok csoport: Arany minősítés

  - 2024. XXXII. Százszorszép Gyermek és Ifjúsági Néptáncfesztivál, Szeged
    - Gömöri táncok: Kiemelt arany minősítés
    - Rimóci táncok: Kiemelt arany minősítés
    - "Most vagyok szép időben"-Kalocsai lánytánc: Arany minősítés

  - 2024. Méta Fesztivál, Koreográfia verseny III. helyezés Balatonboglár
- Egyéni eredmények:
  - 2008. Pásztortáncverseny
    - felnőtt kategória Különdíj (Csurka Nándor)

  - 2009. Pásztortáncverseny
    - felnőtt kategória Különdíj (Csurka Nándor)
    - ifjúsági kategória III. helyezés (Kovács Béla)

  - 2010. Sztárpalánta döntő
    - ifjúsági kategória II. helyezés (Határ Zsolt)

## Fesztiválok

### Belföld
- 1993. Százszorszép Gyermek- és Ifjúsági Néptáncfesztivál Gálaműsora Szeged
- 1998. I. Pápai Ifjúsági fesztivál
- 1999-2003. Nemzetközi Falujáró Folklór Fesztivál
- 2000. Alapfokú Művészeti Iskolák Csongrád megyei versenye, Makó; Országos verseny, Szekszárd
- 2001. Gyermek néptáncfesztivál, Szekszárd
- 2003. 2004. Méta Fesztivál Gálaműsora Balatonboglár
- 2004. 2005. Aranykagyló Nemzetközi Folklórfesztivál, Siófok
- 2006. Gyermektánc antológia
- 2006. Örökség Gyermek Néptáncfesztivál Csongrád megyei selejtező, Mórahalom; Dél-Alföldi régió döntő, Szeged
- 2006. Százszorszép Gyermek- és Ifjúsági Néptáncfesztivál Gálaműsora Szeged
- 2006. Örökség Gyermek Néptáncfesztivál, Szekszárd
- 2006. Néptáncosok Bemutató Színpada, Minősítő Fesztivál, Sárospatak
- 2007. Örökség Gyermek Néptáncfesztivál Csongrád megyei selejtező, Makó; Dél-Alföldi régió döntő, Szeged; Országos Gyermektáncfesztivál, Gyula
- 2007. Művészetek Völgye, Taliándörögd
- 2007. Gyermektánc fesztivál, Szentes
- 2008. Örökség Gyermek Néptáncfesztivál Csongrád megyei selejtező, Szeged
- 2008. Százszorszép Gyermek- és Ifjúsági Néptáncfesztivál Gálaműsora, Szeged
- 2008. III. Pásztortáncverseny Hortobágy
- 2008. Szederinda fesztivál, Eger
- 2008. Művészetek völgye, Kapolcs
- 2008. Örökség Gyermek Néptáncfesztivál, Szekszárd
- 2009. Gyermektánc antológia
- 2009. Örökség Gyermek Néptáncfesztivál Csongrád megyei selejtező, Szeged
- 2009. Százszorszép Gyermek- és Ifjúsági Néptáncfesztivál Gálaműsora, Szeged
- 2009. IV. Pásztortáncverseny, Hortobágy
- 2009. Örökség Gyermek Néptáncfesztivál Országos Gála, Budapest
- 2010. Százszorszép Gyermek- és Ifjúsági Néptáncfesztivál Gálaműsora Szeged
- 2023. Százszorszép Gyermek- és Ifjúsági Néptáncfesztivál Gálaműsora Szeged
- 2023. Méta Fesztivál Gálaműsora Balatonboglár
- 2024. Százszorszép Gyermek- és Ifjúsági Néptáncfesztivál Gálaműsora Szeged
- 2024. Méta Fesztivál Gálaműsora Balatonboglár

### Külföld
- 1995. Lengyelország, Łódź
- 1997. Lengyelország, Łódź
- 1998. Lengyelország, Lewin Brzeski
- 1998. Lengyelország, Olstyn
- 1999. Ukrajna, Jalta (világfesztivál)
- 2000. Portugália, Tarouca
- 2001. Németország, Wewelsburg
- 2002. Szardínia, A la dei Sardi
- 2003. Hollandia, Burgum
- 2005. Erdély, Csíksomlyó (Ezer Székely Leány Napja)
- 2005. Németország, Sankt Augustin
- 2006. Törökország, Nazilli
- 2007. Bulgária, Razgrad
- 2007. Lengyelország, Skierniewice
- 2009. Lengyelország, Żerków
- 2011. Törökország, Iznik
- 2022. Erdély, Parajd
- 2023. Erdély, Felsősófalva

## Videók
- Gyermektánc antológia 2006 - Tűzugrás
- Gyermektánc antológia 2009 - Litánia után
- Méta fesztivál 2024 - Rimóci bál
- Méta fesztivál 2023 - Avatás Szatmárban
- Méta fesztivál 2023 - Most vagyok szép időbe!
- Vécsey-Vásárhelyi Kamara Néptáncverseny 2023 - Most vagyok szép időbe!
- Méta fesztivál 2022 - Rimóci kertek alatt
- Méta fesztivál 2019 - Gömöröm